# Luigi Galvani
Luigi Galvani (Bolonia, Italia, 9 de septiembre de 1737-ibídem, 4 de diciembre de 1798) fue un médico,
fisiólogo y físico italiano, sus estudios le permitieron descifrar la naturaleza eléctrica de la galvanización fundando la ingeniería electroquímica que estudia las baterías eléctricas además de descubrir el impulso nervioso fundando la biofísica. Fue miembro de la Venerable Orden Tercera (ahora llamada Orden Franciscana Seglar).

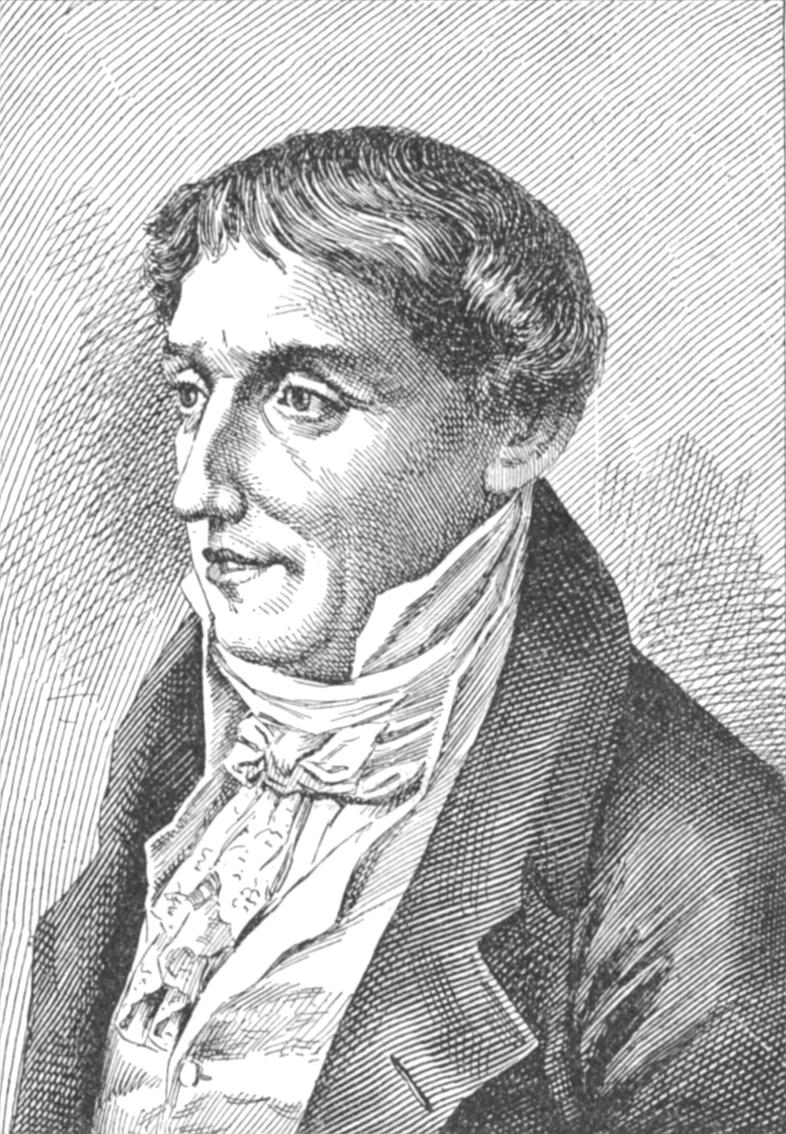
Alessandro Volta.

A partir aproximadamente de 1780, Galvani comenzó a incluir en sus conferencias pequeños experimentos prácticos que demostraban a los estudiantes la naturaleza y propiedades de la electricidad. En una de estas experiencias, el científico demostró que, aplicando una pequeña corriente eléctrica a la médula espinal de una rana muerta, se producían grandes contracciones musculares en los miembros de la misma. Estas descargas podían lograr que las patas (incluso separadas del cuerpo) saltaran igual que cuando el animal estaba vivo.
El médico había descubierto este fenómeno mientras disecaba una pata de rana, su bisturí tocó accidentalmente un gancho de bronce del que colgaba la pata. Se produjo una pequeña descarga, y la pata se contrajo espontáneamente. Mediante repetidos y consecuentes experimentos, Galvani se convenció de que lo que se veía eran los resultados de lo que llamó "electricidad animal". Galvani identificó la electricidad animal con la fuerza vital que animaba los músculos de la rana, e invitó a sus colegas a que reprodujeran y confirmaran lo que hizo.
Así lo hizo en la Universidad de Pavía el colega de Galvani, Alessandro Volta, quien afirmó que los resultados eran correctos pero no quedó convencido con la explicación de Galvani. Los cuestionamientos de Volta hicieron ver a Galvani que aún restaba mucho por hacer. La principal traba a su explicación era el desconocimiento de los motivos por los que el músculo se contraía al recibir electricidad. La teoría obvia era que la naturaleza del impulso nervioso era eléctrica, pero quedaba demostrarla.
El fisiólogo llamó a esta forma de producir energía "bioelectrogénesis". A través de numerosos y espectaculares experimentos —como electrocutar cadáveres humanos para hacerlos bailar la "danza de las convulsiones tónicas"— llegó a la conclusión de que la electricidad necesaria no provenía del exterior, sino que era generada en el interior del propio organismo vivo, que, una vez muerto, seguía conservando la capacidad de conducir el impulso y reaccionar a él consecuentemente.

## Base de toda una ciencia
Con sus explicaciones, Galvani había por fin desestimado las antiguas teorías de Descartes, que pensaba que los nervios eran tan solo caños que transportaban fluidos. Se había comprendido por fin la verdadera naturaleza del sistema nervioso, como un dispositivo eléctrico enormemente eficiente.
Desafortunadamente, en tiempos de Galvani no existían instrumentos de medición capaces de determinar la escasísima tensión que circula por los nervios: la tarea quedó necesariamente en manos de científicos posteriores, dotados de una tecnología más avanzada.
Los estudios de Luigi Galvani inauguraron una ciencia entera que no existía hasta ese momento: la neurofisiología, estudio del funcionamiento del sistema nervioso en la que se basa la neurología.

## Últimos años
Galvani conservó su sillón de profesor titular de la Cátedra de Anatomía en su universidad durante 35 años (1762-1797). En poco tiempo, su enorme capacidad para la cirugía le valió también el nombramiento como jefe de obstetricia del Instituto de Ciencias del que, además, fue nombrado director en 1772.
Sin embargo, cuando todos los profesores universitarios fueron "invitados" a firmar un juramento de lealtad al emperador extranjero Napoleón Bonaparte cuando este invadió Italia, con enorme integridad y nacionalismo, Galvani se negó a hacerlo, y como consecuencia fue inmediatamente cesado en todos sus cargos.
Falleció menos de un año más tarde.

## Consecuencias

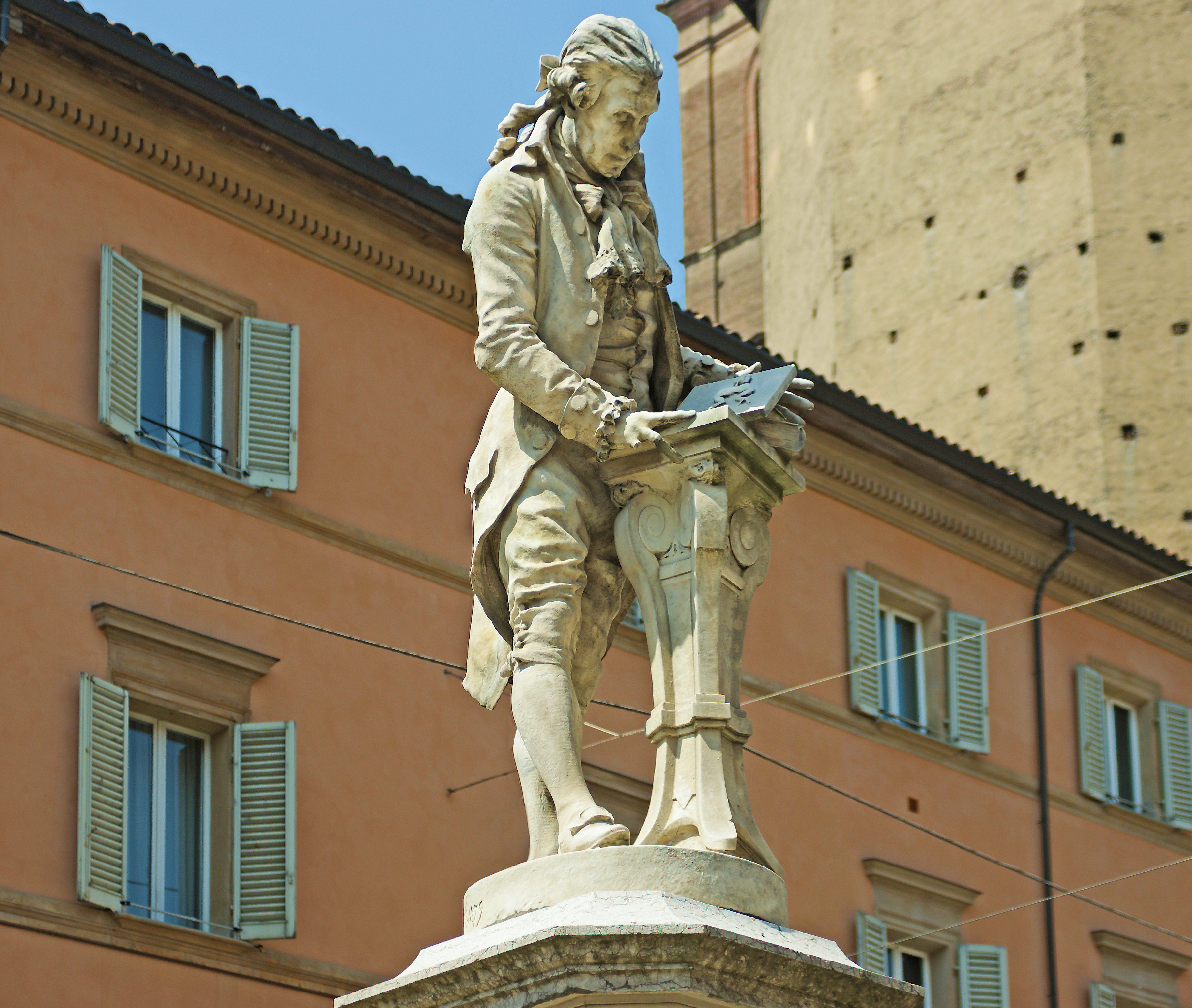
Estatua de Galvani frente a la Universidad de Bolonia.

A partir de la publicación en 1791 de su libro De viribus electricitatis in motu musculari commentarius, el fenómeno galvánico se hizo público, conocido en todo el mundo y comenzó a ser estudiado por gran cantidad de científicos.
Más allá de la obvia naturaleza fundacional del descubrimiento de Galvani con respecto a las modernas neurociencias, tuvo otras consecuencias no menos trascendentes. Su disputa con Alessandro Volta acerca de la naturaleza de la electricidad sugirió a este último el diseño y desarrollo de la primera pila voltaica, mientras estimulaba a otros investigadores como Benjamin Franklin y Henry Cavendish a profundizar en sus estudios sobre el particular.
La teoría del galvanismo, popular a principios del siglo XIX, surge de los experimentos realizados por Galvani.
En el ámbito literario, la novela Frankenstein de la escritora Mary Shelley refleja, en un contexto terrorífico, los impresionantes experimentos de Galvani y sus seguidores acerca de la aparente "reanimación" de cadáveres mediante la aplicación de descargas eléctricas. Mary Shelley no hace ninguna referencia al método por el que Frankenstein consigue crear un ser vivo.

## Eponimia
- Galvanismo
- Corrosión galvánica
- Galvanómetro
- Galvanizado
- El cráter lunar Galvani  lleva este nombre en su memoria.